# Japan Railways
Japan Railways més conegut com JR (JR, Jeiāru), és el grup de companyies ferroviàries sorgides de la privatització de la companyia pública Japanese National Railways (JNR) l'1 d'abril de l'any 1987. El grup el constitueixen 9 societats privades que presten els serveis ferroviaris essencials al Japó o serveis auxiliars.
Les companyies constitueixen el cor de la xarxa ferroviària japonesa assegurant pràcticament totes les relacions de llarg recorregut (incloent-hi els trens Shinkansen, d'alta velocitat) i una part important de les línies de rodalia del país.
També desenvolupa el tren més ràpid del món, el SCMaglev, capaç d'assolir els 600 km/h.

## Composició
Les 9 societats del grup JR són:
| Àrea de negoci              | Empresa                                     | Logotip | Cotització a la borsa | Regions d'operació                   |
| --------------------------- | ------------------------------------------- | ------- | --------------------- | ------------------------------------ |
| Passatgers                  | Hokkaido Railway Company (JR Hokkaido)      |         | No                    | Hokkaidō                             |
| Passatgers                  | East Japan Railway Company (JR East)        |         | Si                    | Tōhoku, Kantō, Hokuriku, Kōshin'etsu |
| Passatgers                  | Central Japan Railway Company (JR Central)  |         | Si                    | Tōkai                                |
| Passatgers                  | West Japan Railway Company (JR West)        |         | Si                    | Hokuriku, Kansai, Chūgoku, Kyūshū    |
| Passatgers                  | Shikoku Railway Company (JR Shikoku)        |         | No                    | Shikoku                              |
| Passatgers                  | Kyushu Railway Company (JR Kyushu)          |         | Si                    | Kyūshū                               |
| Mercaderies                 | Japan Freight Railway Company (JR Freight)  |         | No                    | Tot el Japó                          |
| Organització de recerca     | Railway Technical Research Institute (RTRI) |         | No                    |                                      |
| Tecnologia de la informació | Railway Information Systems (JR System)     |         | No                    |                                      |

Les companyies de transport de passatgers gestionen cadascuna les xarxes de la seva zona però operen alguns serveis de llarga distància que surten de la mateixa i entren a d'altres regions gestionades per altres empreses del grup JR.

## Empreses del grup de propietat estatal
De les 7 empreses operadores de serveis n'hi ha 3 (la Hokkaido, Railway Company, la Shikoku Railway Company i la Japan Freight Railway Company) que continuen sent propietat de l'estat a través de l'empresa pública Japan Railway Construction, Transport and Technology Agency (JRTT). Això es deu a la poca o nul·la rendibilitat que generen les mencionades empreses que no les fa atractives pel sector privat.
El govern japonès dona suport a les tres empreses encara públiques amb la concessió de préstecs per a inversions de capital amb interès zero, entre d'altres mesures, però la intenció final és acabar privatitzant-les.